# Washington National Guard

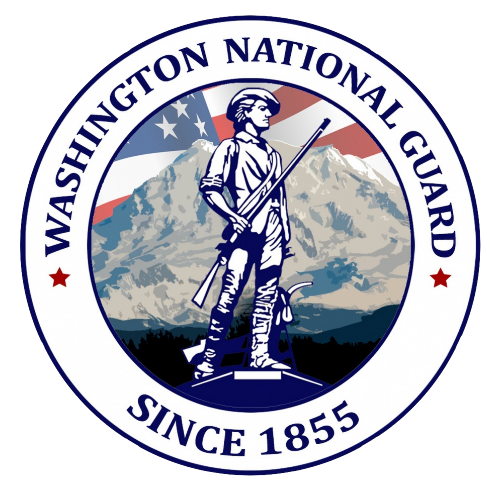
Logo der Washington National Guard

Die Washington National Guard (WANG) des Washington Military Department des US-Bundesstaates Washington ist Teil der im Jahr 1903 aufgestellten Nationalgarde der Vereinigten Staaten (akronymisiert USNG) und somit auch Teil der zweiten Ebene der militärischen Reserve der Streitkräfte der Vereinigten Staaten.

## Organisation
Die Mitglieder der Nationalgarde sind freiwillig Dienst leistende Milizsoldaten, die dem Gouverneur von Washington (aktuell Jay Inslee) unterstehen. Bei Einsätzen auf Bundesebene ist der Präsident der Vereinigten Staaten Commander-in-Chief. Adjutant General of Washington ist Major General Bret D. Daugherty. Die Nationalgardeeinheiten des Staates werden auf Bundesebene vom National Guard Bureau (Arlington, VA) unter General Steven Nordhaus koordiniert.
Die Washington National Guard besteht aus den beiden Teilstreitkraftgattungen des Heeres und der Luftstreitkräfte, namentlich der Army National Guard und der Air National Guard. Die Washington Army National Guard hatte 2017 eine Stärke von 5934 Personen, die Washington Air National Guard eine von 1959, was eine Personalstärke von gesamt 7893 ergibt.

## Geschichte
Die Washington National Guard führt ihre Wurzeln auf die Gründung von Milizverbänden des Washington Territory im Jahr 1855 zurück. Die Nationalgarden der Bundesstaaten sind seit 1903 bundesgesetzlich und institutionell eng mit der regulären Armee und Luftwaffe verbunden, so dass (unter bestimmten Umständen mit Einverständnis des Kongresses) die Bundesebene auf sie zurückgreifen kann. 
Washington unterhält aber auch eine aktive Staatsgarde, die Washington State Guard, die allein dem Bundesstaat verpflichtet ist. Sie bestand 1917 bis 1920 und 1941 bis 1947 und wurde 1960 wieder errichtet.

## Wichtige Einheiten und Kommandos
- Joint Forces Headquarters in Camp Murray

### Army National Guard
- 56th Theater Information Operations Group
- 1st Stryker Brigade Combat Team
- 96th Aviation Troop Command
- 96th Troop Command
- 205th Leadership Regiment

### Air National Guard
- 141st Air Refueling Wing
- 194th Wing
- Western Air Defense Sector